# Mikaela

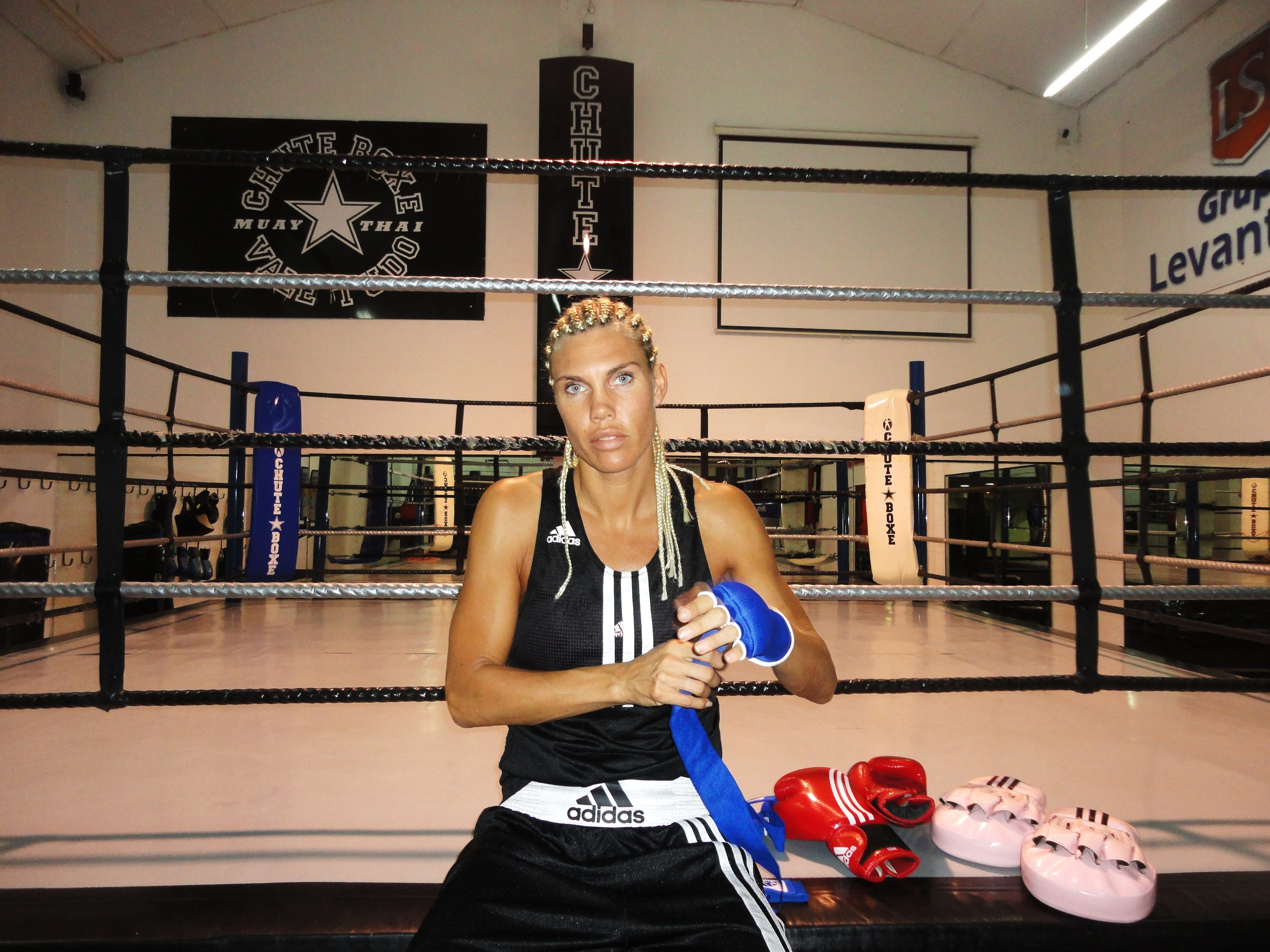
Mikaela Laurén, 2010.

Mikaela eller Michaela är ett kvinnonamn, en femininform av Mikael/Michael, och har hebreiskt ursprung. Mikaela betyder ""vem är (som) gud?" med en upphöjd betydelse, "Ingen är lik dig bland gudarna"
Namnet hade en närmast explosionsartad uppgång under mitten 1980-talet och början på 1990-talet.
Sedan dess har populariteten avtagit något.
Den 31 december 2012 fanns det totalt 18 493 personer i Sverige med namnet Mikaela eller Michaela, varav 10 710 med det som förstanamn/tilltalsnamn.
År 2003 fick 298 flickor namnet, varav 106 fick det som tilltalsnamn. 
Namnsdag i Sverige: 29 september (sedan 1986). I den finlandssvenska namnsdagslängden har Mikaela namnsdag 29 september sedan 1973.

## Personer med namnet Mikaela eller Michaela
- Mikaela, artist/låtskrivare
- Michaela Conlin, skådespelerska
- Michaela de la Cour, sångerska, skådespelerska och formgivare
- Michaela Dorfmeister, alpin skidåkare
- Michaela Fletcher (född 1966), svensk politiker
- Michaela Gerg-Leitner, alpin skidåkare
- Mikaela Ingberg, finländsk friidrottare
- Michaela Jolin, dotter till konstnären Einar Jolin
- Michaela Kirchgasser, alpin skidåkare
- Mikaela Laurén, proffsboxare och f.d. simmare
- Mikaela Nylander (född 1970), finländsk politiker
- Mikaela Périer, programledare
- Mikaela Pettersson, sångare
- Micaela Bastidas Puyucahua, upprorsledare
- Mikaela Ramel, skådespelare
- Mikaela Shiffrin, alpin skidåkare
- Mikaela Valtersson, miljöpartistisk politiker
- Mikaela Wieslander, spjutkastare
- Mikaela de Ville, programledare

## Fiktiva figurer med namnet Mikaela eller Michaela
- Micaela, rollfigur i operan Carmen
- Mikaela Banes, i Transformers
- Michaela "Dr Mike" Quinn, i Doktor Quinn porträtterad av Jane Seymour
- Mikaela "Mickan" Schiller, i TV-serien Solsidan spelad av Josephine Bronebusch
- Mikaela Öhman, Bert-serien, kompis med Emilia